# 신자르 저항부대

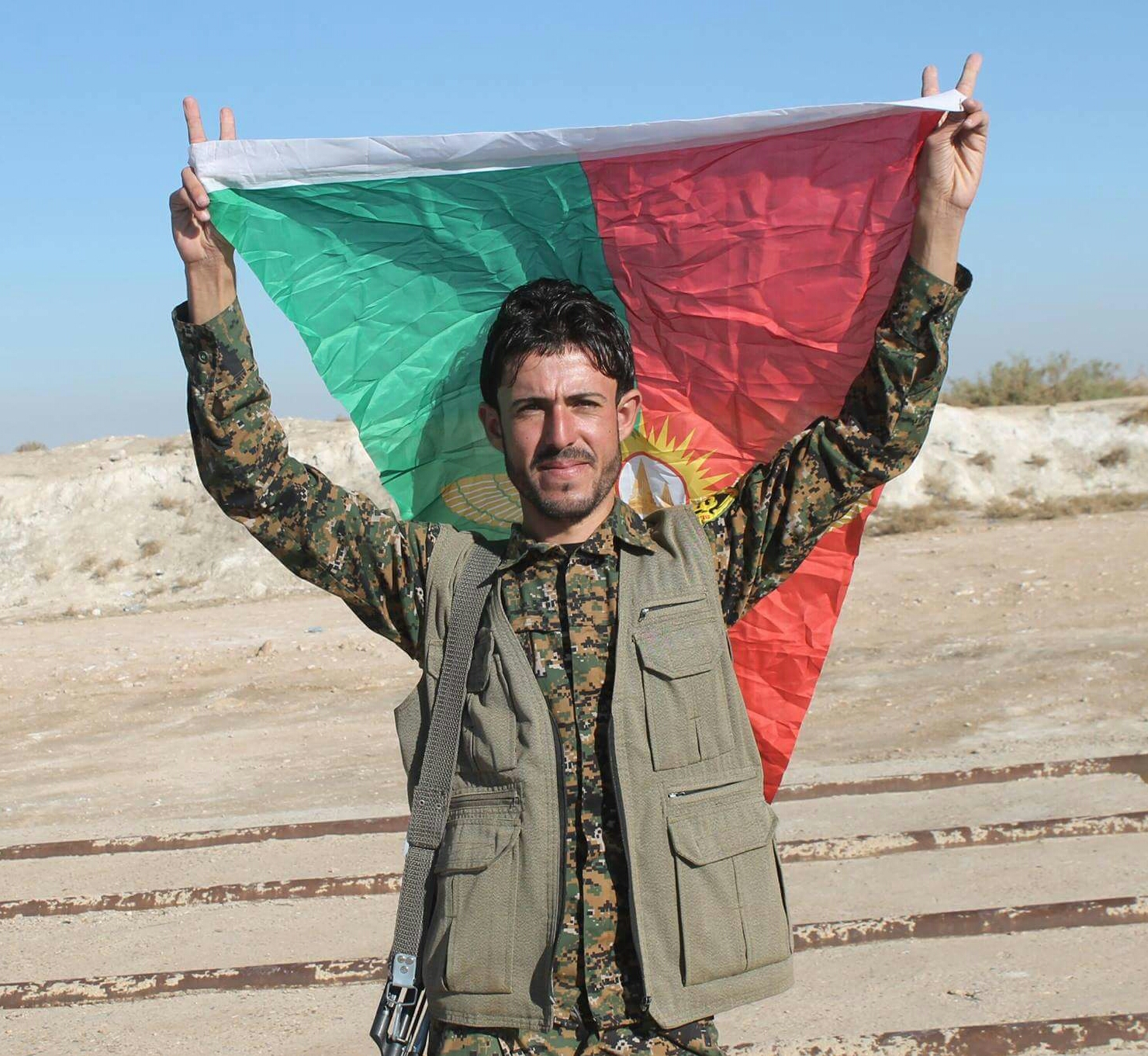
신자르 저항군의 병사가 그의 군기를 들고 기뻐하고 있다.

신자르 저항부대(Yekîneyên Berxwedana Şengalê) 또는 YPŞ는 비정치적인 야지디 군대로써 예전에는 왕의 공작이라 불리기도 했다. 2007년 이라크에서 야지디인들과 야지디 공동체를 보호하기 위해 창설되었다. 2007년 야지디인은 이라크 반군으로부터 공격을 당했다. 야지디 언론의 수장에 따르면 이들은 범쿠르드주의를 제창하는 쿠르디스탄 노동자당의 지부이다. 이들은 야지드 보호군 다음으로 큰 야지디 무장단체이다. 그러나 이들은 ISIL에 맞서는 싸움에서 야지드 보호군보다 더 적극적이다. 신자르 저항부대는 모든 군인이 여성인 야지드 여성부대나 페쉬메르가와 협력하는 야지드 보호군과 함께 2015년 10월 신자르 저항부대는 모든 야지디인의 합동 특공대인 신자르 동맹을 창설했다.

## 역사
신자르 저항부대는 2014년 8월 북부 이라크 공세에 참전하여 22명의 ISIL 병사들을 죽이고 5대의 차량을 신자르 산맥에서 파괴했다. 수백 명의 야지디인들은 시리아의 카미실리의 인민보호대에서 훈련을 받고 신자르 산맥의 국경 지대로 되돌아갔다. 이 병력들은 신자르 저항군으로 재편성되었다. 신자르 저항군 사령관 셰이흐 케리 케드르는 2014년 10월 신자르 충돌 중 전사했다.
YBS와 쿠르드 자치구 사이의 긴장은 증가했다. 쿠르드 자치구의 병력이 ISIS로부터 도망쳐 신자르 산맥으로 왔을 때, 야지디인들은 이들에 대해 분노와 불신을 느끼기도 했다. 2015년 10월, YBS는 신자르 동맹 창립에 참여하였는데 이는 모든 야지디인이 참여하는 합동 특공대 통솔 기구이다. 이들은 야지드 여성부대와 야지드 보호군 그리고 연합 야지드 전선에 참여하고 싶어하는 다른 독립적 부대들과 함께 신자르 동맹을 창설했다. 새로 창립된 신자르 동맹의 지휘 하에 신자르 저항부대는 2015년 11월 신자르 공세에 참여하였다.

## 같이 보기
- 2014년 12월 신자르 공세
- 야지디인 학살